# Euphylidorea lineola
Euphylidorea lineola là một loài ruồi trong họ Limoniidae. Chúng phân bố ở miền Cổ bắc.